# Charles Maurice de Talleyrand
Charles Maurice de Talleyrand-Périgord, furste av Benevento, född 2 februari 1754 i Paris, död 17 maj 1838 i Paris, var en fransk diplomat, politiker och biskop. Han betraktas allmänt som en av de mest framstående diplomaterna i Europas historia.

## Biografi
Charles Maurice de Talleyrand-Périgord tillhörde en av Frankrikes förnämsta adelsätter, Talleyrand, som gjorde anspråk på att vara den släkt som varit grevar av Périgord sedan 1399. Som barn kallades Charles Maurice därför Périgord.
En benskada i späda år gjorde honom halt för livet - ett extra svårt handikapp för en adelsman, för vilken det var en dygd att kunna röra sig elegant i salongerna och för vilken en militär karriär hägrade. 1779 prästvigdes han, och redan året därefter utsågs han till katolska kyrkans representant vid franska hovet. Senare blev han minister i regeringen, och tjänade Frankrike genom de många skiftande regimerna under andra hälften av 1700-talet och början av 1800-talet. Efter omkring tio år vid hovet som katolsk delegat hade han utnämnts till biskop av Autun men kom senare att medverka till att både kyrkan och adeln avskaffades, vilket fick följden att han bannlystes av påven Pius VI, som också fråntog honom ämbetet som biskop.
Talleyrand var urtypen för en diplomat, intelligent, cynisk, illusionslös men alltid lojal med den regim han var satt att tjäna oavsett politisk inriktning. Han hade ständigt Frankrikes bästa för ögonen, under vilka förhållanden som helst och med snart sagt vilka medel som helst.
Sin stora insats gjorde Talleyrand som fransk diplomat vid Wienkongressen (1814-1815) då han lyckades splittra segrarmakterna och åstadkomma en för det förlorande Frankrike rimlig uppgörelse.
Under de följande åren haltade han sig igenom åtskilliga politiska omvälvningar. Med sin blandning av cynism och idealism kunde han på krokiga vägar hitta lösningar, där en alltför principfast hållning hade åstadkommit fastlåsta lägen. Han var en överlevare och en förslagen - i vissa lägen oumbärlig - förhandlare. En "diplomaternas diplomat".
Ett känt citat av honom lyder: "Förräderi är bara en fråga om datum".
På grund av sina framträdande egenskaper som statsman blev han utnämnd till hertig av Talleyrand och furste av Bénévent.
Vid sin död vid 84 års ålder hade han förvärvat en ansenlig förmögenhet.

## Utmärkelser
- Riddare av Gyllene skinnets orden,  30 maj 1814
- Storkors av Hederslegionen
- Hessiska Ludvigsorden
- Rutkroneorden
- Sankt Hubertusorden
- Röda örns orden
- Januariusorden
- Lejon- och solorden
- Sankt Ferdinands Förtjänstorden
- Storkors av Toskanska Sankt Josefsorden
- Storkors av Obefläckade avlelsens orden
- Leopoldsorden
- Elefantorden
- Riddare av Mikaelsorden
- Riddare av Helgeandsorden
- Sankt Stefansorden
- Riddare av Sankt Alexander Nevskij-orden
- Sankt Annas orden, första klass
- Svarta örns orden
- Andreasorden
- Storkors av Frälsarens orden

[Redigera Wikidata]

## Källhänvisningar
1. 1 2  Frankrikes nationalförsamling (red.), Charles, Maurice De Talleyrand-Périgord Prince De Bénévent, Sycomore (på franska), Sycomore-ID: 11816, läs online.[källa från Wikidata]
2. 1 2 3  arkiv Storico Ricordi, Archivio Storico Ricordi person-ID: 16058.[källa från Wikidata]
3. ↑  Bruno Delmas & Rémi Mathis (red.), Charles-Maurice Talleyrand-pÉrigord, Annuaire prosopographique : la France savante (på franska), CTHS person-ID: 114561.[källa från Wikidata]
4. ↑  SNAC, SNAC Ark-ID: w69889gd, läs online, läst: 9 oktober 2017.[källa från Wikidata]
5. ↑  Discogs, Discogs artist-ID: 3594151, läst: 9 oktober 2017.[källa från Wikidata]
6. 1 2  Gemeinsame Normdatei, läst: 24 juni 2015.[källa från Wikidata]
7. ↑  Charles Dudley Warner (red.), Library of the World's Best Literature, 1897, läs online.[källa från Wikidata]
8. ↑  Catholic-Hierarchy.org, Catholic Hierarchy person-ID: tape, läst: 2 februari 2021.[källa från Wikidata]
9. ↑  Catholic-Hierarchy.org, Catholic Hierarchy person-ID: tape, läst: 1 februari 2021.[källa från Wikidata]
10. ↑  Catholic Hierarchy person-ID: tape.[källa från Wikidata]
11. ↑  Catholic Hierarchy stifts-ID: autu.[källa från Wikidata]
12. ↑  läs online, www.amis-talleyrand.org .[källa från Wikidata]
13. ↑  Leo van de Pas, Genealogics, 2003, läs online och läs online.[källa från Wikidata]
14. ↑  Artikeln "Tallyrand" i Nordisk familjebok, Uggleupplagan (1919), band 28, s.342